# Kevin Isa Luna
Kevin Amir Isa Luna (n. Tucumán, Argentina; 18 de abril de 2001) es un futbolista argentino. Juega de delantero y su actual club es el Atlético Tucumán de la Primera División de Argentina.

## Carrera

### Atlético Tucumán
Isa Luna surgió de las inferiores de Atlético Tucumán. Con el Decano hizo su debut profesional el 31 de marzo de 2019, ingresando a los 39 minutos del segundo tiempo por David Barbona, en la victoria por 1-0 sobre Aldosivi.
En julio del mismo año, firmó su primer contrato profesional con el club.
Anotó su primer gol como profesional con el "Decano" frente a Racing de Avellaneda por la Copa de la Liga Profesional 2020, donde marcó el 4.º gol de su equipo. Su segundo gol fue ante Unión de Santa Fe, anotando el cuarto gol del equipo por la fecha 6 de la mencionada competición.

### Celaya
En julio de 2023, se marchó cedido al Celaya, de la Liga de Expansión MX, hasta junio de 2024.

## Estadísticas

### Clubes
- Actualizado hasta el 5 de diciembre de 2020.

| Atlético Tucumán Argentina |                     |                     |   |   |   |   |   |   |   |   |
| 1.ª | 2018-19             | 1                   | 0 | 0 | 0 | - | - | 1 | 0 |   |
| 1.ª | 2019-20             | 0                   | 0 | 3 | 2 | - | - | 3 | 2 |   |
| Total club | Total club          | Total club          | 1 | 0 | 3 | 2 | - | - | 4 | 2 |
| Total en su carrera | Total en su carrera | Total en su carrera | 1 | 0 | 3 | 2 | - | - | 4 | 2 |
| (1) Las copas nacionales se refiere a la Copa Argentina y a la Copa de la Superliga Argentina. (2) Las copas internacionales se refiere a la Copa Libertadores y a la Copa Sudamericana. |                     |                     |   |   |   |   |   |   |   |   |